# Самарін Микола Олександрович
Микола Олександрович Самарін (рос. Николай Александрович Самарин; нар. 4 грудня 1924, Нижній Тагіл, Уральська область, РРФСР — пом. 11 січня 1998, Єкатеринбург, Росія) — радянський футболіст та тренер, півзахисник. Майстер спорту СРСР (1951), Заслужений тренер РРФСР (1974).

## Кар'єра гравця
Микола Самарін розпочинав кар'єру у футбольному клубі «Локомотив» (Нижній Тагіл). Футбольну кар'єру розпочав у 1941 році в складі свердловського ДЧА. У 1944 році відновив кар'єру в футболці московського «Локомотиву», але в 1947 році повернувся до ОБО (Свердловськ). Проте вже наступного року опинився в «Дзержинці» з Челябінська. У 1950 році став гравцем «Шахтаря» (Сталіно). З 1953 року виступав у ленінградському «Зеніті», в якому провів свої найкращі сезони в кар'єрі. У команду він прийшов у 1953-му році й практично відразу ж став основним гравцем. За 4 роки в «Зеніті» пропустив всього один (!) календарний матч через дискваліфікацію. Не мав виокого рівня техніки й швидкості, проте дуже надійно діяв на своїй позиції, був прекрасним персональним опікуном. Мав доволі непоганий ударом з обох ніг, щоправда, забивав рідко. У першому ж сезоні став одним з лідерів команди. Наприкінці 1953 року став капітаном команди, яким залишався практично до кінця своєї кар'єри в «Зеніті». Наприкінці 1956 року тодішній головний тренер ленінградців Алов взяв курс на омолодження «Зеніту», й Самарін разом з іншими ветеранами залишив команду. Завершував кар'єру гравця Микола Самарін у друголіговому клубі «Трудові резерви» (Ленінград). У чемпіонатах СРСР відіграв 164 матчі, забив 3 м'ячі.

## Кар'єра тренера
По завершенні кар'єри гравця розпочав тренерську діяльність. З 1958 року тренував «Локомотив» (Челябінськ). Потім працював у клубах «Алга», «Уралмаш» та «Промінь» (Владивосток). У 1968—1976 роках тренував «Зірку» (Перм), з якою 1971 року піднявся з 2-ї в 1-у лігу, за що пізніше був удостоєний звання «заслужений тренер РРФСР». Потім тренував клуби СКА (Ростов-на-Дону), «Локомотив» (Челябінськ), «СКА-Карпати», «Уралмаш», «Галичина» (Дрогобич) та «Машинобудівник» (Челбінськ). Тренував збірну РРФСР.
Серед його найвідоміших вихованців — Олександр Маркін, Курбан Бердиєв, Сергій Андрєєв.
Помер 11 січня 1998 року. Похований на Широкореченському кладовищі Єкатеринбурга.

## Досягнення

### Як гравця
- Вища ліга чемпіонату СРСР
  -  Бронзовий призер (1): 1948

- Перша ліга чемпіонату СРСР
  -  Чемпіон (1): 1948

### Як тренера
- Друга ліга чемпіонату СРСР
  -  Чемпіон (1): 1971

### Відзнаки
- Майстер спорту СРСР: 1970
- Заслужений тренер РРФСР: 1974